# جانيس كرومينش
جانيس كرومينش (باللاتفية: Jānis Krūmiņš)‏ مواليد 30 يناير 1930 في لاتفيا - الوفاة 20 نوفمبر 1994، كان لاعب كرة سلة لاتفي. بدأ مسيرته الاحترافية في سنة 1954. مثّل منتخب بلاده. شارك في دورة الألعاب الأولمبية الصيفية سنة 1956. حقق المركز الأول في بطولة أمم أوروبا لكرة السلة 1959. اعتزل اللعب في 1969. لعب مع إيه إس كي ريغا وفي إي إف ريغا.

## الميداليات
| الميدالية | المسابقة                         |
| --------- | -------------------------------- |
| فضية      | الألعاب الأولمبية الصيفية 1956   |
| فضية      | الألعاب الأولمبية الصيفية 1960   |
| فضية      | الألعاب الأولمبية الصيفية 1964   |
| ذهبية     | بطولة أمم أوروبا لكرة السلة 1959 |
| ذهبية     | بطولة أمم أوروبا لكرة السلة 1961 |
| ذهبية     | بطولة أمم أوروبا لكرة السلة 1963 |

## روابط خارجية
- جانيس كرومينش على موقع الاتحاد الدولي لكرة السلة (الإنجليزية)
- جانيس كرومينش على موقع الاتحاد الدولي لكرة السلة (الإنجليزية)
- جانيس كرومينش على موقع سبورتس رفرنس (الإنجليزية)
- جانيس كرومينش على موقع أوليمبيديا (الإنجليزية)
- جانيس كرومينشعلى موقع اللجنة الأولمبية اللاتفية (مؤرشف) (اللاتفية)